# Лучкин, Александр Павлович
Александр Павлович Лучкин (1902 — 22 августа 1941) — советский государственный деятель, председатель Горьковского облисполкома (1938—1939).

## Биография
Родился в семье служащего. Работал городским прокурором.
- 1937—1938 гг. — прокурор Горьковской области, активный участник массовых репрессий,
- 1938—1939 гг. — председатель исполнительного комитета Горьковского областного Совета.

16 апреля 1939 г. вместе с двумя заместителями был снят с занимаемой должности за провалы в работе на селе. Был переведен на работу в транспортную, а через непродолжительное время — в военную прокуратуру.
22 августа 1941 г. погиб во время налета гитлеровской авиации.